# Момчил Миланов
Момчил Миланов е български оперен певец.
Завършва средното си образование в НУИ „проф. Веселин Стоянов“ – Русе със специалност класическо пеене в класа на Георги Делиганев. През 2004 е приет в ДМА „Панчо Владигеров“ — София. Същата година печели първа награда на академичния конкурс „Георги Черкин“ в София. През 2005 взема участие в Международните делфийски игри в град Киев, Украйна. През 2006 печели първа награда на Националния конкурс „Светослав Обретенов“ — Провадия. Отново през 2006 Момчил Миланов записва в репертоара си „Реквием“ от Моцарт в зала „България“, и „Бастиен и Бастиена“ от Моцарт — премиера на сцената на Русенска опера, където през същата година е назначен за солист. Следват „Турандот“ от Пучини, „Капулети и Монтеки“ от Белини и „Бохеми“ от Пучини.